# Бойрен (Кохем-Целль)
Бойрен (нім. Beuren) — громада в Німеччині, розташована в землі Рейнланд-Пфальц. Входить до складу району Кохем-Целль. Складова частина об'єднання громад Ульмен.
Площа — 10,63 км2. Населення становить 407 ос. (станом на 31 грудня 2020).